# Monuriki
L'isola di Monuriki fa parte del complesso di atolli e isolotti raccolti in un arcipelago delle Isole Figi, le isole Mamanuca.

## Caratteristiche
Si caratterizza per una lunghezza di 1,15 chilometri e una larghezza di circa 600 metri. L'isola è leggermente montuosa, raggiungendo un'altezza massima di 178 metri nella zona sud-est della stessa.

## Nella cultura di massa
Questa isola è conosciuta come "l'isola di Cast Away", poiché buona parte del film è stato girato proprio su quest'isola, dove il protagonista Chuck Noland, interpretato da Tom Hanks, è costretto, da naufrago, a una vita solitaria durata 4 anni.